# 国際連合と日本
国際連合と日本（こくさいれんごうとにほん）では、国際連合と日本との関係について記述する。

## 加盟
日本は、サンフランシスコ講和条約が発効して主権が回復した1952年に国際連合に加盟を申請した。しかし、冷戦の最中であり、ソビエト連邦など社会主義諸国の反対によってなかなか実現しなかった（安全保障理事会では常任理事国5か国が拒否権を有しており、そのうちの1か国であるソ連が反対する限り、日本は国際連合に加盟できなかった）。1956年10月の日ソ共同宣言とソ連との国交回復によってこの障害がなくなったため、同年12月12日の安保理決議121での承認勧告の後、12月18日の総会における全会一致の承認でもって80番目の加盟国として国際連合に加盟した。
日本が国連に加盟した1956年当時、国連は平和主義の日本にとって、平和な世界秩序への希望を体現するものであると考えられ、大きな熱意と幅広い国民の支持を得た。1951年にアメリカ合衆国との間で締結した日米安全保障条約に加えて、自国の非武装中立政策を保証するものと考えていた多くの日本人にとって、国連加盟は歓迎すべきことであった。また、日本の安全保障をアメリカにほぼ全面的に依存していることを覆い隠したり、薄めたりするために国連への支援が有効だと考える人もいた。日本政府は国連を、リスクを最小限に抑えた全方位的な外交政策のための理想的な舞台と考えていた。
国連加盟以来、日本の外交の中軸は「日米同盟」と「国際連合中心主義」の二本立てであり、国際連合を中心として多国間外交を行ってきている。日本の国際的な安全保障は、国際連合の集団安全保障体制に依存している。日本国憲法第9条に、国際連合憲章の集団安全保障と同じ概念が盛り込まれているのかについては、論議が長く続いている。

## 国連における役割
1950年代後半以降、日本は国連の各専門機関をはじめ、社会・文化・経済の向上に関わる国際機関の社会・経済活動に積極的に参加した。1970年代、経済大国となった日本は、国連においてますます大きな役割を求められるようになっていった。日本の役割と貢献が増えるにつれ、1973年には「日本に常任理事国の地位を与えるべきだ」という意見が出てきた。
国連加盟以来、経済社会理事会の理事国を1960年以来14期（1982年以降は連続して再選）務めたほか、安全保障理事会の非常任理事国に最多の12回選出される（12回目の任期は2023年1月から2年間）など、積極的に貢献している。日本は国際連合の中で一定の信頼を得ている。これには、大国が自国の都合で国際連合を軽視する事例がある中、協調の姿勢で国際連合を重視し、国際的な機構に多く参加して来たことや、国際連合を財政面から支えている国の一つとなっていることなどがその背景にある。
2016年現在、国際連合の通常予算のうち9.680%が日本の負担である。これはアメリカ合衆国に次ぎ2位である。2000年には20.573%を占めたが、21世紀に入り減少傾向にある。この他の国際連合の機関にも日本は資金を提供している。一時より減少したが、なお2位を拠出する分担金に対して、日本国内に費用（分担金）と効果（国益）の具体的な検証が必要であるという主張が根強くある。なお、国連予算の分担金には、国際連合の行動の中立性を保つため、特定の国が突出しないように上限が設けられている。
日本は特に国連平和維持活動(PKO)に積極的で、1989年には初めてPKO（アフガニスタン、イラン、イラク、ナミビア）に職員を派遣し、視察や参加を行った。1992年から1993年にかけて、日本はカンボジアの和平プロセスと選挙の国連監視を主導し、自衛隊員を含む約2千人を派遣した。

## 安保理改革と現状
日本は2004年から2006年にかけて、ドイツ、インド、ブラジルと共同で安全保障理事会の常任理事国となることを目指して国際社会に強く働きかけた。イギリス、フランス、アメリカは日本の常任理事国入りを支持しているが、日本の最も近い隣国である中華人民共和国（拒否権を保有する）と大韓民国が強く反対しており、今後も実現は極めて難しい。意外なことに、アメリカの2022年9月16日の調査によると、世界が国連に満足している一方で、日本は国連に対して肯定的な見方よりも否定的な見方が8％とやや多いそうである。
日本はかねてから常任理事国となることを望んでいた。その理由として、国際社会での発言力の強化がよく言われる。大国の一つである日本は、世界の安全保障に無関心・無責任ではいられない。それに、多くの国と経済関係を持ち、食料や原料などを輸入に頼り、工業製品などを輸出する大貿易国である日本にとって、世界の平和と安定は国民の生活や経済に直結する重要事である。また、非常任理事国は投票で決めるため、選挙の度に運動費や支持の見返りの援助などで多額の資金が必要となり、財政的に大きな負担となっている現実もある。
日本は2008年度で国連分担金の16.624%を負担しており、米国に次ぐ2位である（2018年に国連分担金は8％台に低下し、中国に抜かされ第3位になった）。2000年度には20.573%に達していた。日本側は過大な負担と見ており、2001年度からは19.468%、2007年度から現行の割合になったが、それでも米国に次ぐ負担であることに変わりはない。日本は常任理事国入りが実現しなかったことを理由に2005年10月17日、小澤俊朗国連三席大使が国連総会第5委員会（行政・予算）「安全保障理事会の5常任理事国の4か国（英仏中露）を足しても、その地位を拒否された一加盟国より財政負担が少ない。こうした現状を続けることが許されるのか」と批判するなど不満を表明し、中国、ロシアなどの負担増を求めた。中国、ロシアや発展途上国などは反発したが、結局算定方法は変わらなかった。しかし、日本の経済力が落ちたためもあり、2007年度から大きく負担割合が下がった。
日本にも国連分担金の滞納は見られ、3～8か月遅れての完納になっている。これは財政難からではなく、為替を見て支払い時期調整を行っているためと言われる。2003年度は1年2か月後の翌年3月であった。
日本の課題として、憲法9条によって国外での武力行使ができないため、現在の常任理事国5国に比べ、国際紛争などへの影響力や強制力、介入の経験などが弱いという見方がある。また、戦後の日本の外交をアメリカへの追従とみなしている国もあり、「独自の態度を示せない日本が常任理事国になったところで、アメリカが常に2票持つことになるだけ」と批判する声もある。
その一方、日本も平和維持活動に限定的にであるが参加しており、資金面での援助もしている。また、核兵器の不保持を国是とし、他の大国の多くと違って武力を用いない独自の姿勢が、日本への信頼に繋がっているとする意見もある。特に、紛争後に文民を派遣して当事国の政治・経済の安定を図り、経済援助や技術協力などによって安全圏のインフラの整備をするといった武力を伴わない独自の復興支援は、他の国が後手に回すことを精力的に行ってるとして高く評価されている。一方で「危険を伴う軍事面・治安面での貢献を優先することは大国の義務であるのに、日本は金を出して血は流さない卑怯なやり方」あるいは「皆で決めたことなのに治安維持を他国軍に丸投げした上に日本だけが安全圏でのみ活動を行うことは、現地の反体制派（テロリストなど）の敵意を買いたくないがゆえの責任逃れ」だと批判的に見る見解もある。
2004〜06年の常任理事国加入運動では、日本と同様に常任理事国入りを強く望んできたドイツや、近年急速に経済力をつけてきたブラジル・インドと協力関係を築き、4国（G4諸国）同時の加入を主張して各国へ働きかけた。しかし、これらの国の加入により自国の主張・利益を侵されることを恐れる国々は、加入阻止のロビー活動を始めた。日本には大韓民国・中国が、ドイツにはイタリアが、ブラジルにはアルゼンチンが、インドにはパキスタンが、それぞれ強力な反対運動を展開した。アメリカは、当初どの国の加入も認めないと主張していたが、後に日本のみ加入を認めると公言した（4か国の結束を崩すため、あるいはイラク戦争協力への見返りとする意見もある）。フランスはドイツの加入を応援していたが、結論が出る間際になって日本の加入も認めた（この頃はすでに4か国の加入の見込みがなくなっていたため、恩を売りにきたとの見方もある）。
しかし、現在は、国際連合改革の遅れによって4か国の加入問題は棚上げとなっている。
2004年、コフィー・アナンが国際連合の事務総長として初めて日本を訪れた。アナンは国会で演説を行い、日本の自衛隊イラク派遣や支援策を高く評価するとともに、北朝鮮による日本人拉致問題にも言及した。これは、イラク問題において国際連合を軽視して独走するアメリカへの牽制とみられている。
なお、2002年9月に東ティモールとスイスが加盟したことにより、日本国政府が承認している国の中で未加盟なのはバチカン市国のみだった（バチカン市国は国際連合にオブザーバーを派遣している）が、日本政府は2008年3月にコソボを、2011年にはクック諸島を国家承認したのに伴いこれらの国もこれに該当することとなった。

## 日本出身の国連職員
日本国内の一部には、日本の財政的な負担に比べて日本人の国連職員の割合が少ないという声がある。しかし、分担金は加盟国の経済力（GNPや国民所得など）を基に算出されるため日本人職員数とは比例しない。職員数は国連の求人に応募した人数と関係が深い。日本人職員数の少なさに関しては、国際連合職員と日本国内の公務員などとの給与の格差、日本人の語学力不足などが原因としてあげられている。
一方で、国際連合の幹部職員として活躍する日本人も少なくない。以下がその例である。

### 日本出身の国連事務次長、国連事務総長特別代表経験者
カッコ内は、歴任した主な役職。
- 赤谷源一（国際連合事務次長・広報局長:1978年1月－1979年）
- 明石康（国際連合事務総長特別代表・旧ユーゴ問題担当、国際連合事務次長・広報局長、同事務次長・軍縮局長、同人道問題担当事務次長:1979－1997年）※日本人初の国連職員でもある。
- 法眼健作（国際連合事務次長・広報局長:1999－2000年）
- 大島賢三（国際連合人道問題担当事務次長:2001－2003年）
- 阿部信泰（国際連合事務次長・軍縮局長:2003－2006年）
- 長谷川祐弘（国際連合事務総長特別代表・国際連合東ティモール支援団代表:2005-06年）
- 田中信明（国際連合事務次長・軍縮局長:2006年4月6日－2007年2月9日）
- 赤阪清隆（国際連合事務次長・広報局長:2007年2月－2012年3月）
- 高須幸雄（国際連合事務次長・管理局長:2012年－2017年）
- 山本忠通（国際連合事務総長特別代表・国連アフガニスタン支援ミッション代表:2016年-2020年）
- 中満泉（国際連合事務次長・軍縮担当上級代表:2017年-）
- 水鳥真美（国際連合事務総長特別代表・国連国際防災戦略事務局代表:2018年-）

### 主な日本人職員
カッコ内は、歴任した主な役職。
- 田島英三 (原子放射線の影響に関する国連科学委員会科学担当官(初代):1956年)
- 佐藤和夫（国際連合事務局経済調査官:1962年-70年）
- 那須皓（国連食糧農業機関議長:1963年）
- 上野裕也（国際連合本部経済担当本部国際上級公務員:1966年）
- 細野昭雄（国際連合ラテンアメリカ・カリブ経済委員会経済研究官）
- 鈴木守（世界保健機関上級研究員:1972-74年）
- 蟻田功（世界保健機関天然痘撲滅プロジェクトリーダー）
- 川勝昭平（アジア太平洋統計研修所副所長:1979年-85年）
- 倉林義正（国際連合本部統計局長、国際連合統計委員会議長）
- 曽野和明（国際連合国際商取引法委員会事務局長、国際連合法務局国際取引法部長:1980年-85年）
- 功刀達朗（国際連合事務次長補:1984年-90年）
- 浅沼信爾（世界銀行計画・予算局長:1984年-87年、世界銀行アジア第1局長:1987年-91年）
- 吉田康彦（国際原子力機関広報部長:1986年－1989年、世界保健機関事務局長・広報担当顧問:1989年－1990年）
- 大坪滋（国際連合国際経済社会問題局経済調査官:1988年－1993年）
- 谷口誠（国際連合児童基金（ユニセフ）議長:1988年、国連貿易開発会議議長:1987年、国際連合新再生エネルギー会議議長:1979年-81年）
- 寺澤芳男（多数国間投資保証機関長官:1988年）
- 中嶋宏（世界保健機関事務局長:1988年－1998年）
- 藤川清史（国際連合ニューヨーク本部経済社会局専門職員:1989年－1991年）
- 藤森祥弘（世界銀行西中央アフリカ局交通エコノミスト:1990年－1993年）
- 斉藤国雄（国際通貨基金アジア太平洋局長:1991年－1997年）
- 緒方貞子（国際連合難民高等弁務官:1991年－2000年、国際連合児童基金（ユニセフ）議長:1978-79年）
- 秋月弘子（国連貿易開発会議コンサルタント:1991年）
- 根路銘国昭（世界保健機関インフルエンザ・呼吸ウイルス協力センター長）
- 明石康（カンボジア担当事務総長特別代表:1992年-93年、旧ユーゴスラビア担当事務総長特別代表:1994年－ など。）
- 梶秀樹（国際連合地域開発センター所長:1993年-99年）
- 山本草二（国際海洋法裁判所裁判官:1996年10月-）
- 深田博史（国連難民高等弁務官事務所特別顧問）
- 池田礼子（国際連合児童基金（ユニセフ）東京事務所副代表）
- 西沢利郎（国際復興開発銀行民間セクター開発局アドバイザー:1998-99年）
- 宮村智（国際復興開発銀行理事:1998-2000年）
- 鈴木五十三（国連安全保障理事会補償委員:1998年-2005年）
- 加治佐敬（世界銀行開発研究グループコンサルタント:1999年-2000年）
- 内海善雄（国際電気通信連合事務総局長:1999年2月1日－2006年12月31日）
- 松浦晃一郎（ユネスコ事務局長:1999年11月－2009年11月）
- 秋村功（国連環境計画支援措置部長）
- 松村裕幸（国際連合世界食糧計画日本事務所所長:2000年）
- 布施田英生（国際電気通信連合事務総局長秘書官:2000年－2006年）
- 高島肇久（国連大学特別顧問:2006年、国際連合広報センター所長:2000年）
- 村上広史（国際連合本部地図課長:2001-05年）
- 黒田順子（国際連合東ティモール平和維持活動官房長:2004-06年）
- 幸田シャーミン（国際連合広報センター東京所長:2006-08年）
- 伊勢崎賢治（国連事務総長副特別代表上級顧問・国際連合シエラレオネ派遣団武装解除・動員解除・社会復帰部長）
- 桑原幸子（バーゼル条約事務局長:2001年1月－2007年4月）
- 吉野正敏（国際連合大学上席学術顧問:2001-11年）
- 高橋博史（国連事務総長特別代表首席政治顧問・国連アフガニスタン支援ミッション首席政治顧問:2002年）
- 滝澤三郎（国際連合難民高等弁務官事務所財務局長:2002-06年）
- 日野博之（国際通貨基金アジア太平洋地域事務所長:2002-06年）
- 池上清子（国際連合人口基金東京事務所長:2002-11年）
- 野田順康（国際連合人間居住計画アジア太平洋地域本部長:2002-12年）
- 小和田恒（国際司法裁判所判事:2003－2018年、2009年所長に選出-任期3年）
- 勝茂夫（世界銀行副総裁:2003-10年）
- 谷本真由美（国連食糧農業機関情報通信官:2003年-2007年）
- 小山田英治（国際連合パレスチナ選挙支援ユニット西岸地区マネージャー:2004年-05年,06年）
- 山下俊一（世界保健機関本部環境健康局放射線専門科学官:2004年-06年）
- 蓮生郁代（国際連合教育科学文化機関シニア・コンサルタント:2005年-2007年）
- 瀬谷ルミ子（国際連合コートジボワール活動武装解除・動員解除・社会復帰（DDR）担当官:2006-07年）
- 宇野公子（国際連合食糧農業機関カンボジア事務所長:2006年）
- 村中璃子（世界保健機関西太平洋地域事務局医療社会学者）
- 山崎純（国際連合事務局財務官）
- 山本幸子（国際労働機関アジア太平洋地域総局長:2007年-2012年）
- 富田邦敬（国際連合東ティモール統合ミッション文民警察コミッショナー特別顧問:2007年-08年）
- 飯嶋康弘（世界観光機関アジア太平洋センター副代表:2008年-10年）
- 小林いずみ（多数国間投資保証機関長官:2008年）
- 堀部伸子（国際連合人口基金アジア・太平洋地域事務所所長:2008年-15年）
- 土井隆雄（国際連合宇宙部宇宙応用課長:2009年）
- 天野之弥 (国際原子力機関 事務総長:2009年12月1日－)
- 進藤奈邦子（世界保健機関メディカルオフィサー:2009-）
- 持田繁（国連事務総長副特別代表・国連東ティモール統合ミッション副代表:2010年-2012年）
- 石井詳悟（国際通貨基金アジア太平洋地域事務所長:2010年-2013年）
- 細谷龍平（ユネスコ事務局長官房長:2010年-2013年）
- 大村由紀子（国際農業開発基金副総裁:2010年-12年）
- キハラハント愛（国際連合高等人権弁務官事務所ネパール事務所マッピングオフィサー:2010年-2011年）
- 小沼廣幸（国際連合食糧農業機関事務局長補兼アジア太平洋局長:2010年-15年）
- 丹羽敏之（国連開発計画東京事務所臨時代表:2011年-12年）
- 弓削昭子（国連開発計画(UNDP)駐日事務所代表）
- 久木田純（ユニセフカザフスタン事務所代表）
- 浦元義照（国際労働機関アジア太平洋地域総局長:2012年-2015年）
- 高瀬千賀子（国際連合地域開発センター所長:2012年-2018年）
- 深澤良信（国際連合人間居住計画上級人間居住専門官:2012年-2017年）
- 田瀬和夫（国際連合人道問題調整事務所人間の安全保障上級顧問:2013年-15年）
- 根本かおる（東京国際連合広報センター所長:2013年-）
- 本田桂子（多数国間投資保証機関長官CEO:2013年-2019年）
- 佐原康之（世界保健機関シニアアドバイザー:2014年-2015年）
- 竹本和彦（国連大学サステイナビリティ高等研究所所長:2014年-2019年）
- 西本伴子（国際労働機関事務局長補兼アジア太平洋地域総局長:2015年-2020年）
- 福嶌香代子（国際連合女性機関日本事務所長:2015年-2017年）
- 本保芳明（世界観光機関アジア太平洋センター代表:2016年）
- 亀山秀一（世界観光機関事務局長アドバイザー:2016年-2019年）
- 石川雅恵（国際連合女性機関日本事務所長:2017年-）
- 大塚玲奈（国連開発計画ルワンダ事務所環境専門官:2017年-2020年）
- 是澤優（国際連合人間居住計画アジア太平洋事務所長:2017年-）
- 三次啓都（国際連合食糧農業機関事務局長補兼林業局長:2017年-）
- 山本尚子（世界保健機関事務局長補:2017年-2022年）
- 岡井朝子（国際連合事務次長補兼国連開発計画総裁補兼危機対応局長:2018年-2023年）
- 加藤美和（国際連合薬物犯罪事務所事業局長:2018年-）
- 西尾昭彦（世界銀行副総裁:2019年-）
- 山口しのぶ（国連大学サステイナビリティ高等研究所所長:2019年-）
- 日比絵里子（国際連合食糧農業機関駐日連絡事務所長:2020年-）
- 水野弘道（国連特使（革新金融と持続可能な投資担当）:2020年-）
- 麻田千穂子（国際労働機関アジア太平洋地域総局長:2020年-）
- 山下真理（国際連合事務総長代表兼コソボ暫定行政ミッション（UNMIK）ベオグラード事務所長:2020年-）
- 宇山智哉（世界貿易機関事務局長上級補佐官:2021年-）
- 白波瀬佐和子（国際連合事務次長補兼国際連合大学上級副学長:2021年-）
- 古谷修一（自由権規約人権委員会副委員長:2021年-2022年）
- 目時政彦（万国郵便連合事務局長:2022年-）